# كلية ساموا أدفنتست
كلية ساموا أدفنتست (بالإنجليزية: Samoa Adventist College)‏ هي مدرسة ثانوية مسيحية مختلطة في قرية لالوفايا التي تقع في دولة ساموا، تأسست في عام 1978.